# 桜川のサクラ
桜川のサクラ（さくらがわのサクラ）は、茨城県桜川市磯部にあるサクラである。磯部稲村神社の参道沿いと隣接する磯部桜川公園の丘陵地一帯約5,000m2にヤマザクラやソメイヨシノなどのサクラが植栽されている。日本国の天然記念物であるとともに「桜川（サクラ）」の名で日本国の名勝に重複指定されている。
「西の吉野、東の桜川」と並び称されたサクラの名所であり、世阿弥の謡曲『桜川』の舞台となった場所である。

## 概説
桜川のサクラは、山野に自生するヤマザクラを中心とするサクラの木の群集で、天然記念物指定時点の1974年（昭和49年）には577本あった。しかし樹木の老齢化や病害虫の発生などで枯死が進み、代わりに植えられたソメイヨシノの比率が増している。大まかな傾向を述べれば、磯部稲村神社の参道周辺はシロヤマザクラ、磯部桜川公園の池の周囲はソメイヨシノが多い。
磯部桜川公園では、サトザクラの代表品種であるフゲンゾウ（普賢象）や白い花を咲かせるシロヤマザクラ（白山桜）をはじめ、カスミザクラ（霞桜）、チョウシュウヒザクラ（長州緋桜）、サノザクラ（佐野桜）、オオシマザクラ（大島桜）、シラユキ（白雪）、ヤエベニトラノオ（八重紅虎の尾）、カンヒザクラ（寒緋桜）、ケンロクヒザクラ（兼六緋桜）、シロタエ（白妙）、ウコン（鬱金）、コナンデン（小南殿）、オオヤマザクラ（大山桜）など多種多様なサクラが見られる。このため「磯部の百色桜」の異名を持ち、学術上貴重な個体も多い。特に三好学が命名した桜川匂、樺匂、梅鉢桜、白雲桜、薄毛桜、初見桜、初重桜、源氏桜、大和桜、青毛桜、青桜の11種は貴重種であり、天然記念物指定に貢献した。開花時期は一様ではなく、長期にわたって桜の花を楽しむことができる。平年通りであれば見頃は4月10日前後であり、この時期に桜祭りが開かれる。ヤマザクラ系の木々は1本ごとに遺伝子が異なっており、本来桜川市に自生するサクラはヤマザクラであった。
磯部稲村神社は日本武尊が東国平定の後で伊勢神宮と鹿島神宮から分霊して創建されたと伝えられる神社であり、近代社格制度に基づく旧社格は郷社であった。祭神の1柱が木花咲耶姫命であり、サクラとの関係が指摘されている。遅くとも江戸時代には参道に桜並木があり、サクラは神木となっている。
付近を流れる桜川の名は磯部稲村神社付近でサクラの花びらが川面に浮かぶさまから命名されたものである。また平成の大合併に際して岩瀬町・真壁町・大和村の3町村の合併後の市名として、この川の名をとって「桜川市」と命名された。桜川市には桜川のサクラのほかにも高峯山という桜の名所があり、こちらは住民が手入れした自生のヤマザクラと森の新緑がパッチワークのような景色を作り出す。
謡曲の『桜川』は日向国と常陸国の2つを舞台としており、後半の常陸国側の舞台が桜川である。身売りした娘・桜子を追って東国にきた母は狂女と化し、桜川のほとりで娘の名と同じ桜の花びらをすくい集める。ここで近くの磯部寺に弟子入りした桜子が現れ、母娘は手を取り合って帰国するという物語であり、サクラの美しさに親子の愛の美しさを重ね合わせた作品となっている。世阿弥は足利持氏の命を受け、磯部稲村神社の神主の磯部祐行が献上した『花見物語』を基に創作したと伝えられる。なお桜子が勤めた磯部寺とは磯部稲村神社の傍らに設置された神宮寺のことである。磯部稲村神社では不定期に謡曲『桜川』が公演される。

## 歴史

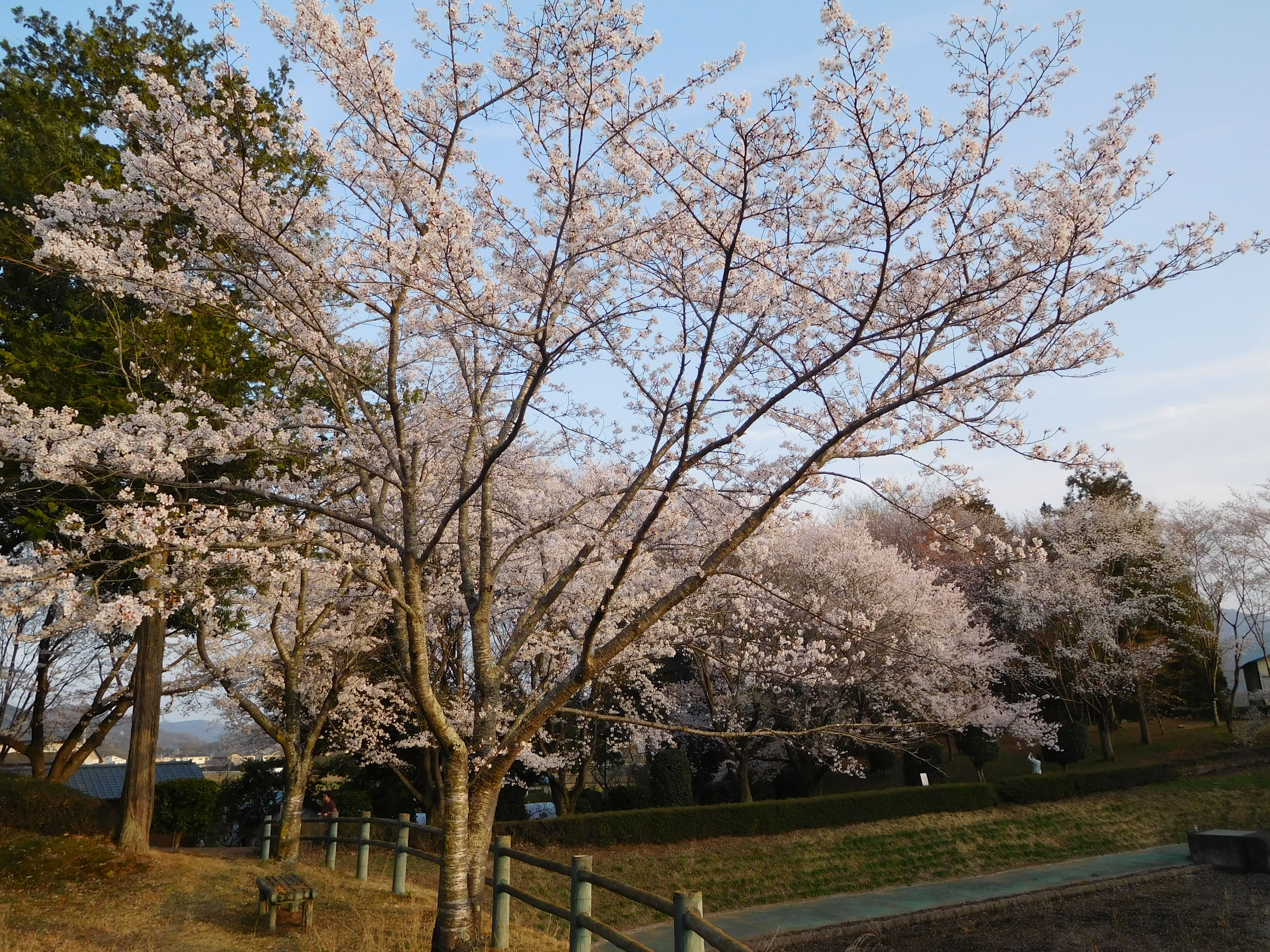
桜川のサクラ（ソメイヨシノ）

平安時代には紀貫之が東国への想いを馳せて桜川のサクラを和歌に詠み込んでおり、古代から桜の名所とされてきた。貫之の歌は「つねよりも 春へになれば 桜川 なみの花こそ まなくよすらめ」であり、歌枕としてほかの歌人にも詠まれている。当時は磯部の百色桜と呼ばれていた。室町時代には世阿弥が土地に伝わる物語を題材として謡曲『桜川』を制作した。江戸時代の1694年（元禄7年）には徳川光圀が観桜に訪れ、桜川のサクラに惚れ込み偕楽園の南西の川堤にサクラを移植し、付近を流れる那珂川水系の河川に桜川と名付けている。川堤に移植されたサクラは毎年春に花を咲かせ、水戸で桜の名所となった。光圀は水戸だけでなく、江戸の飛鳥山にも移植したという説がある。また後の時代に武蔵国小金井や江戸城の庭、隅田川堤、上野山、新宿御苑にも移植された。
1924年（大正13年）、「桜川（サクラ）」の名称で日本国の名勝に指定された。1974年（昭和49年）7月16日には「桜川のサクラ」として日本国の天然記念物に指定を受け、名勝との二重指定になった。指定当時はヤマザクラがほとんどであったが、枯死が進み、ソメイヨシノに植え替えられていった。桜川市では、桜川のサクラをまちおこしにつなげようと桜川市商工会青年部を中心に「サクラサク里プロジェクト」を立ち上げた。サクラの保護や苗木の植樹は日本花の会が行っている。2017年（平成29年）4月には「ヤマザクラのまち」としてのブランドを確立すべく、桜川市役所ヤマザクラ課が設置された。
桜の本数は2007年に桜川市岩瀬商工会（後の桜川市商工会）の青年部のメンバーが行った調査では756本だった。その後、2019年に桜川市が行った調査では枯死による減少で約550本となっている。なお、天然記念物の山桜は参道と園内の名勝地で約200本となっている。

## 交通
JR水戸線羽黒駅から茨城県道・栃木県道257号西小塙真岡線を北上し、月山寺手前で西に折れると磯部桜川公園に到達する。羽黒駅からの道のりは約2.3kmで徒歩約20分、自動車で約5分である。ただし羽黒駅にはタクシーが常駐していないため、常駐のタクシーを利用する場合は羽黒駅隣の岩瀬駅を利用することになる。
自動車利用の場合、最寄りのインターチェンジは北関東自動車道桜川筑西ICまたは笠間西ICであり、どちらからも10分程度である。磯部桜川公園の駐車場は60台収容可能である。